# Ben & Tan
Ben & Tan è un duo musicale danese formato nel 2019 e composto da Benjamin Rosenbohm e Tanne Amanda Balcells.
Avrebbero dovuto rappresentare la Danimarca all'Eurovision Song Contest 2020 con il brano Yes, poi cancellato a causa della pandemia di COVID-19.

## Carriera
Ben & Tan si sono conosciuti durante la loro partecipazione alla dodicesima edizione della versione danese del talent show The X Factor. Benjamin si è classificato secondo nella competizione, mentre Tanne è arrivata quarta come parte del girl group Echo. Hanno iniziato la loro collaborazione artistica dopo la fine del programma.
A gennaio 2020 il duo ha partecipato alla preselezione radiofonica per la sessantesima edizione del Dansk Melodi Grand Prix 2020, la competizione canora annuale utilizzata come selezione eurovisiva danese. Il pubblico li ha scelti come vincitori fra i tre rappresentanti della regione della Danimarca orientale, e hanno avuto quindi accesso diretto alla finale televisiva del Grand Prix il successivo 7 marzo. Dopo essere risultati fra i tre più votati dal pubblico e dalla giuria nella prima fase della finale, hanno ottenuto una vittoria schiacciante nella finalissima a tre con il 61% dei televoti totali, diventando di diritto i rappresentanti danesi all'Eurovision Song Contest 2020 a Rotterdam, nei Paesi Bassi. Tuttavia, il 18 marzo 2020 l'evento è stato cancellato a causa della pandemia di COVID-19.

## Discografia

### Singoli
- 2020 – Yes
- 2020 – Summer Nights
- 2020 – Hallelujah
- 2021 – Iron Heart